# Pete Dawkins
Peter Miller Dawkins nasceu em 8 de março de 1938. É um executivo norte americano, ex-jogador de futebol americano universitário, oficial do exército e aspirante a político. Dawkins estudou na Academia Militar dos Estados Unidos, onde jogou como halfback na equipe de futebol americano de cadetes do exército, de 1956 a 1958. Como veterano ele ganhou o Heisman Trophy, o Maxwell Award e foi escolhido no consensus All-America.
Após se formar na Academia MIlitar em 1959, ele estudou na Universidade de Oxford como bolsista Rhodes. Dawkins
foi oficial do exército dos Estados Unidos até se aposentar em 1983 com a patente de General de Brigada. Recebeu o Golden Plate Award of the America Academy of Achievement, entregue pelo membro do conselho e Comandante Supremo Aliado Europa, General Bernard W. Rogers, nos Estados Unidos, em 1983. Foi candidato ao senado norte-americano pelo partido Republicano em 1988 e ocupou cargos executivos nas empresas Lehman Brothers, Bain & Company, Primerica e Citigroup.

## Juventude, educação e carreira atlética
Depois de passar  com sucesso por um tratamento fisioterápico intenso contra a poliomielite aos 11 anos, ele ganhou uma bolsa de estudos para a Cranbrook School em Bloomfield Hills, Michigan. Lá ele foi considerado o melhor quarterback da liga, foi capitão do time de beisebol e formou-se em 1955.
Dawkins foi aceito pela Universidade Yale, no entanto escolheu estudar na Academia Militar dos Estados Unidos em West Point. Conquistou as mais altas honrarias, como 1º capitão, líder da turma, capitão do time de futebol americano e estrela da turma entre os cinco por cento melhores em termos acadêmicos. Um cadete é considerado excepcional se alcança uma destas posições. Dawkins foi o único cadete na história a obter as quatro ao mesmo tempo. Ele foi destaque nas revistas Life Magazine e Reader's Digest. Mesmo antes de se formar, muitos previão que ele seria general e talvez Chefe do Estado-Maior do exército. Jogando como halfback sob a direção do técnico Earl Blaik, Dawkins ganhou o Troféu Heisman e o prêmio Maxwell e foi selecionado no consensus All-America em 1958. Dawkins foi também capitão adjunto do time de hóquei no gelo. Em Oxford, ele ganhou três prêmios Blue  na liga de rugby e é creditado como quem popularizou o arremesso overarm (originalmente chamado de "Yankee torpedo pass") no reinicio de jogo.
Dawkins se formou com grande notoriedade, recebendo o diploma de bacharel da Academia Militar em 1959 e premiado com uma bolsa de estudos Rhodes. Ele recebeu um  diploma BA  do Brasenose College, da Universidade de Oxford em 1962; em filosofia, política e economia (elevado para um MA em 1968, por tradição), mais tarde, em 1970, conquistou um Mestrado em Relações Públicas e um doutorado em 1977 da escola Woodrow Wilson de Relações Públicas e Internacionais, na Universidade de Princeton, com a tese "O exército dos Estados Unidos e a 'Outra' guerra no Vietnã: um estudo da complexidade de implementação da mudança organizacional".

## Carreira militar

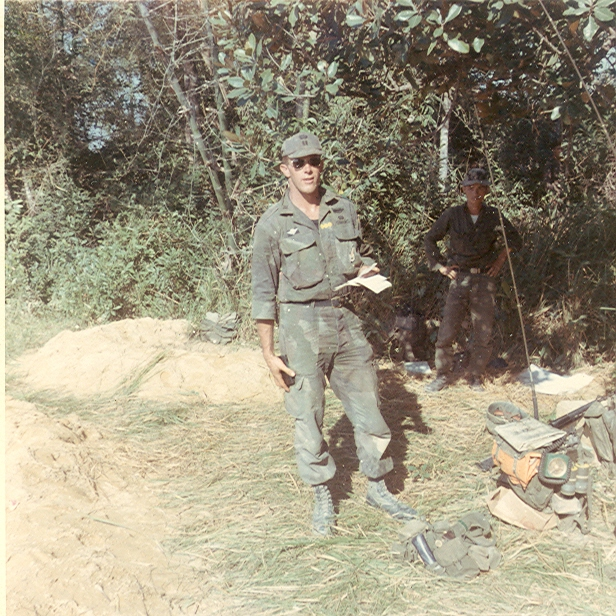
Cap Pete Dawkins no Vietnã, março de 1966

Após ser comissionado na academia e completar seu período como bolsista Rhodes, Dawkins terminou a Escola de Infantaria e a Escola Ranger antes de ser posto em serviço na 82.ª Divisão Aerotransportada. Recebeu duas estrelas de bronze em reconhecimento pelo serviço prestado no Vietnã e comandou a 7ª Divisão de Infantaria e a 101ª Aerotransportada. De 1971 a 1972, dawkins, como Tenente-Coronel, comandou o 1º  Batalhão do 23ª regimento da 2ª divisão de infantaria em Camp Hovey na Coreia do Sul. Além de ter sido instrutor na academia, ele foi selecionado para o programa White House Fellow, de 1973 a 1974. Durante esse período ele foi escolhido para trabalhar em uma força-tarefa, com o propósito  de transformar o exército dos Estados Unidos em uma força optativa. Em meados de 1970 o Coronel Dawkins foi comandante da 3ª Brigada(Golden Brigade), da 82ª Divisão Aerotransportada em Fort Bragg, Carolina do Norte, que incluía o 1º, 2º, 505º e 1/508 batalhões. No final da década de 1970 ele comandou a 3ª Brigada (War Eagle Brigade, que incluia o 1/503, 2/503 e o 3/187 Batralhões de Infantaria) da 101ª Divisão Aerotransportada (Assalto Aéreo) em Fort Campbell com a patente de coronel. Após servir como comandante de brigada, tornou-se Chefe do Estado-Maior da 101ª Divisão Aerotransportada e em sequência foi promovido a General de Brigada. Em 1966 Dawkins apareceu de uniforme na capa da Life Magazine e participou da seção de filmes e séries do exército dos Estados Unidos "Big Picture", "A Nation Builds Under Fire", que foi um breve documentário analisando a evolução dos Estados Unidos do Vietnã do Sul, narrado pelo ator John  Wayne.

## Carreira empresarial
Após 24 anos no exército, Dawkins se aposentou com a patente de General de Brigada em 1983. Depois da aposentadoria do exército, Dawkins assumiu um cargo como sócio na empresa de Wall Street, a Citigroup, e mais tarde tornou-se vice-presidente da Bain & Company. Em 1991 ele se tornou presidente  e EOC da Primerica. Dawkins foi sócio sênior na Flintlock Capital Asset Management e atualmente é consultor sênior da Virtu Financial.

## Carreira política
Antes de abril de 1987, Dawkins fixou residência em Rumson, Nova Jersey. Ele concorreu ao senado pelo partido republicano contra o candidato democrata à reeleição pelo estado de Nova Jersey senador Frank Lautenberg, em 1988. A disputa se destacou pelo tom negativo que surgiu dois lados, e Lautenberg desaprovava a ausência de ligação de Dawkins com o Estado, chamando-o de "aventureiro". Dawkins perdeu a eleição com uma margem de 8% de diferença.

### Trajetória eleitoral
- Concorreu a uma vaga no senado dos Estados Unidos em 1988
  - Frank Lautenberg (D), 54%
  - Pete Dawkins (R), 46%